# ناوور
ناوور (به ارمنی: Նավուր) یک روستا در ارمنستان است که در استان تاووش واقع شده‌است. ناوور در ۴۳ کیلومتری شرق ایجوان، مرکز استان تاووش واقع شده‌است.

## خصوصیات
ناوور ۱۱۵۷ نفر جمعیت دارد و در ارتفاع ۱۴۹۰ متر بالاتر از سطح دریا قرار گرفته‌است.